# Chad Coombes
Chad Coombes (Hamilton, 9 de setembro de 1983) é um futbolista neozelandês, atualmente joga no Auckland City.

## Títulos
Auckland City
- Campeonato Neozelandês de Futebol: 2004–05, 2005–06, 2006–07, 2007–08
- Liga dos Campeões da OFC: 2006 e 2009[2]